# Chapulacris albanica
Chapulacris albanica är en insektsart som beskrevs av Marius Descamps 1975. Chapulacris albanica ingår i släktet Chapulacris och familjen gräshoppor. Inga underarter finns listade i Catalogue of Life.